# Владислав Гаврилюк
Владислав Гаврилюк (рум. Vladislav Gavriliuc, нар. 7 березня 1970, Могилів-Подільський, Вінницька область, УРСР) — молдовський футболіст українського походження, нападник, більшу частину кар'єри відіграв у «Зімбру», виступав за збірну Молдови.

## Кар'єра гравця
Владислав Гаврилюк з 1992 року виступав за «Ністру» (Атаки), був провідним форвардом клубу. У сезоні 1992/93 років, коли «Ністру» дебютував у вищій лізі Молдови, він забив 14 голів і посів друге місце в суперечці бомбардирів чемпіонату. 
В середині сезону 1994/95 років Гаврилюк перейшов у кишинівський «Зімбру», в складі якого став п'ять разів чемпіоном Молдови і двічі виграв Кубок країни. За підсумками сезону 1994/95 років став найкращим бомбардиром чемпіонату, забивши 20 м'ячів. У наступному сезоні Гаврилюку вдалося знову стати найкращим снайпером першості, футболіст забив 34 м'ячі, в цьому сезоні Владислав забивав голи в 10 матчах поспіль. У 30-річному віці вирішив завершити кар'єру футболіста.
У вищому дивізіоні молдовського чемпіонату зіграв 191 поєдинок, в яких відзначився 120-ма голами.
Дебютував у національній збірній 6 вересня 1995 року в поєдинку проти Уельсу. У складі збірної Молдови зіграв 4 матчі.

## Ім'я
У різних джерелах вказується різний ім'я: Владислав або Вадим.

## Досягнення

### Командні
- Національний дивізіон Молдови
  -  Чемпіон (5): 1995, 1996, 1998, 1999, 2000

- Кубок Молдови
  -  Володар (2): 1997, 1998

### Особисті
- Найкращий бомбардир чемпіонату Молдови (1995, 1996)